# Gaertnera drakeana
Gaertnera drakeana är en måreväxtart som beskrevs av Aug.Dc.. Gaertnera drakeana ingår i släktet Gaertnera och familjen måreväxter. Inga underarter finns listade i Catalogue of Life.